# Strumaria tenella
Strumaria tenella är en amaryllisväxtart som först beskrevs av Carl von Linné d.y., och fick sitt nu gällande namn av Deirdré Anne Snijman. Strumaria tenella ingår i släktet Strumaria och familjen amaryllisväxter.

## Underarter
Arten delas in i följande underarter:
- S. t. orientalis
- S. t. tenella